# 朱祥忠
朱祥忠（1932年10月28日—2022年8月24日），江苏涟水人，中华人民共和国政治人物、外交官，1945年12月加入中国共产党。

## 经历
1932年出生于江苏省涟水县。1945年入党并参加革命。1953年，入读江苏师范学院中文系。1954年，入读北京留苏预备班。1955年，留学莫斯科国际关系学院。1960年，回国进入中华人民共和国外交部工作，先后在中国国际问题研究所、外交部美澳司、外交部欧美司任职，负责调研工作。1969年12月，任驻古巴大使馆三秘兼调研室主任。1975年5月回国，到昌平外交部干校劳动锻炼。1976年，调转至外交部西欧司，负责调研工作。1980年5月，再赴驻古巴大使馆，任二秘，后升任一秘和政务参赞，负责调研工作。1985年5月，任外交部美洲大洋洲司主管拉美事务的副司长。
1988年6月，出任中华人民共和国驻秘鲁大使。1990年10月，出任中华人民共和国驻智利大使。1995年11月，自驻智利大使离任。1996年，从外交部离休。
2022年8月24日，朱祥忠因心肌梗塞去世。

## 荣誉
- 大十字级秘鲁太阳勋章（1990年10月）[4]

## 作品
- 朱祥忠. . 世界知识出版社. 2003-03. ISBN 978-7-5012-1983-4.
- 朱祥忠. . “外交官看世界”丛书. 四川人民出版社. 2004-05. ISBN 978-7-2200-6707-5.
- 朱祥忠. . “见证历史：共和国大使讲述”丛书. 上海辞书出版社. 2009-07. ISBN 978-7-5326-2548-2.
- 朱祥忠. . “外交官带你看世界”丛书. 上海锦绣文章出版社. 2013-05. ISBN 978-7-5452-1290-7.
- 朱祥忠. . “外交风云亲历记”丛书. 五洲传播出版社. 2019-03. ISBN 978-7-5085-3841-9.